# Guerre de Slovénie
Guerres de Yougoslavie
La guerre d'indépendance de la Slovénie (slovène: Slovenska osamosvojitvena vojna), aussi appelée guerre des Dix Jours (slovène: Desetdnevna vojna), est un conflit militaire qui opposa la république fédérative socialiste de Yougoslavie à la république de Slovénie en 1991 à la suite de la proclamation de l'indépendance de cette dernière.

## Origines
L'histoire du peuple slovène est une succession de conquêtes par différentes puissances étrangères qu'elles soient austro-hongroise, française ou italienne. Les Slovènes, un peuple slave, ont ainsi longtemps appartenu à l'empire austro-hongrois et cela jusqu'à la fin de la Première Guerre mondiale. À la fin de cette guerre qui vit la défaite et la dissolution de l'empire austro-hongrois, les peuples slaves du sud souhaitèrent former une grande nation slave. L'État des Slovènes, Croates et Serbes fut alors créé en 1918 qui, la même année, devint le royaume des Serbes, Croates et Slovènes, renommé en 1929 royaume de Yougoslavie. Lors de la Seconde Guerre mondiale, la région fut envahie par les forces de l'Axe. Les Italiens, alliés des Allemands, participèrent ainsi à l'occupation et le territoire du Royaume fut démembré.
Après la défaite de l'Allemagne nazie, l'État d'avant-guerre fut recomposé et, en 1945, il devint la république fédérative socialiste de Yougoslavie, pays communiste dirigé par le maréchal Tito. Cette fédération était découpée en six républiques disposant de quelques pouvoirs locaux. La république de Yougoslavie, bien que composée essentiellement de Slaves, connaissait en son sein des différences régionales, notamment sur le plan de la religion, des langues et de l'économie. La région slovène, nommée république socialiste de Slovénie, était ainsi essentiellement catholique, alors que la Yougoslavie était également composée d'orthodoxes et de musulmans. La situation économique de la république slovène, située à la frontière de la riche Europe de l'Ouest (Italie et Autriche), était par ailleurs meilleure que celles des autres parties du pays et un désir d'indépendance finit par s'exprimer.
Le pouvoir central de la République fédérale était établi en Serbie, et plus particulièrement à Belgrade, la capitale de la fédération yougoslave. La Serbie était alors la région la plus peuplée de Yougoslavie, un yougoslave sur deux était serbe et elle comptait une majorité de chrétiens orthodoxes, relevant de l'Église orthodoxe serbe. Le pouvoir central, porté par la personnalité et le rayonnement de Tito a maintenu une certaine unité dans le pays jusqu'au début des années 1980. La mort de Tito, survenue en 1980 et plus généralement la crise du modèle fédéral a réactivé les antagonismes nationaux au sein de la fédération. Le 23 décembre 1990, la République slovène, toujours membre de la fédération, organisa un référendum en vue de son indépendance par rapport à l'entité yougoslave. Le résultat fut d'environ 88 % en faveur de la séparation.

## Préparatifs de guerre

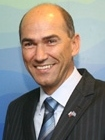
Janez Janša, le ministre de la défense slovène en 1991.

Le gouvernement slovène était conscient que le pouvoir central yougoslave n'accepterait pas l'indépendance de la république et qu'il pourrait user de la force pour l'empêcher. De la fin de la Seconde Guerre mondiale jusqu'en 1990, la politique nationale de défense de Tito avait toujours été appliquée. Cette politique laissait à chacune des républiques une force armée autonome dénommée Défense territoriale (Teritorialna obramba). Le pouvoir central, de son côté, disposait de l'Armée populaire yougoslave (JNA) qui était bien mieux armée et qui couvrait tout le territoire. Le cas échéant, la JNA pouvait demander un appui aux différentes forces territoriales locales.
Le 28 septembre 1990, le gouvernement slovène fit voter un amendement constitutionnel stipulant que la défense territoriale serait désormais placée sous les ordres directs du gouvernement slovène et non plus ceux de la JNA. Au même moment le gouvernement créa une structure secrète de commandement alternatif dénommée Manevrska struktura narodne zaščite (MSNZ). Cette structure devait permettre au gouvernement de disposer d'un organe militaire de commandement pour diriger la force territoriale avec autant d'efficacité que le faisait précédemment le pouvoir central yougoslave.
Dès 1991, le pouvoir central souhaita réformer cette politique de défense en créant une organisation centrale et non territoriale. Cela aurait eu comme effet de retirer le pouvoir de décision aux différentes entités locales tout en renforçant le pouvoir fédéral. Les unités territoriales auraient ainsi été désarmées ou intégrées totalement dans la JNA, commandée directement à partir de Belgrade. Quand le pouvoir central apprit l'existence de la MSNZ, il essaya alors de prendre le contrôle de la Défense territoriale slovène. Mais cette Défense territoriale fut immédiatement placée sous le contrôle de la MSNZ, qui était indépendante de Belgrade.
Vu l'impossibilité d'obtenir de Belgrade son indépendance par la voie diplomatique et sans l'appui de puissances étrangères, la Slovénie décida de recourir aux armes pour arriver à ses fins.
De fait, sept mois avant le début du conflit, les Slovènes s'étaient préparés à l'affrontement et ils avaient établi des plans en vue d'une campagne militaire pour défendre leur territoire contre les attaques de la JNA. Ils étaient néanmoins conscients de leur infériorité militaire par rapport aux forces fédérales ; c'est pourquoi le ministre slovène de la défense, Janez Janša, et ses stratèges travaillèrent à une approche de guerre asymétrique qui se fondait sur le concept de la guérilla. Il s'agissait d'utiliser des armes légères anti-chars et anti-aériennes pour arrêter les forces yougoslaves mieux armées, le but étant de monter des embuscades dans des endroits propices. Des armes furent également achetées en secret à l'étranger, notamment des missiles sol-air 9K32 Strela-2 et des lance-missiles d'origine allemande de type Armbrust. La tactique slovène asymétrique se résumait ainsi à une formule : « Frapper et courir » (hit-and-run en anglais).

## Chronologie du conflit

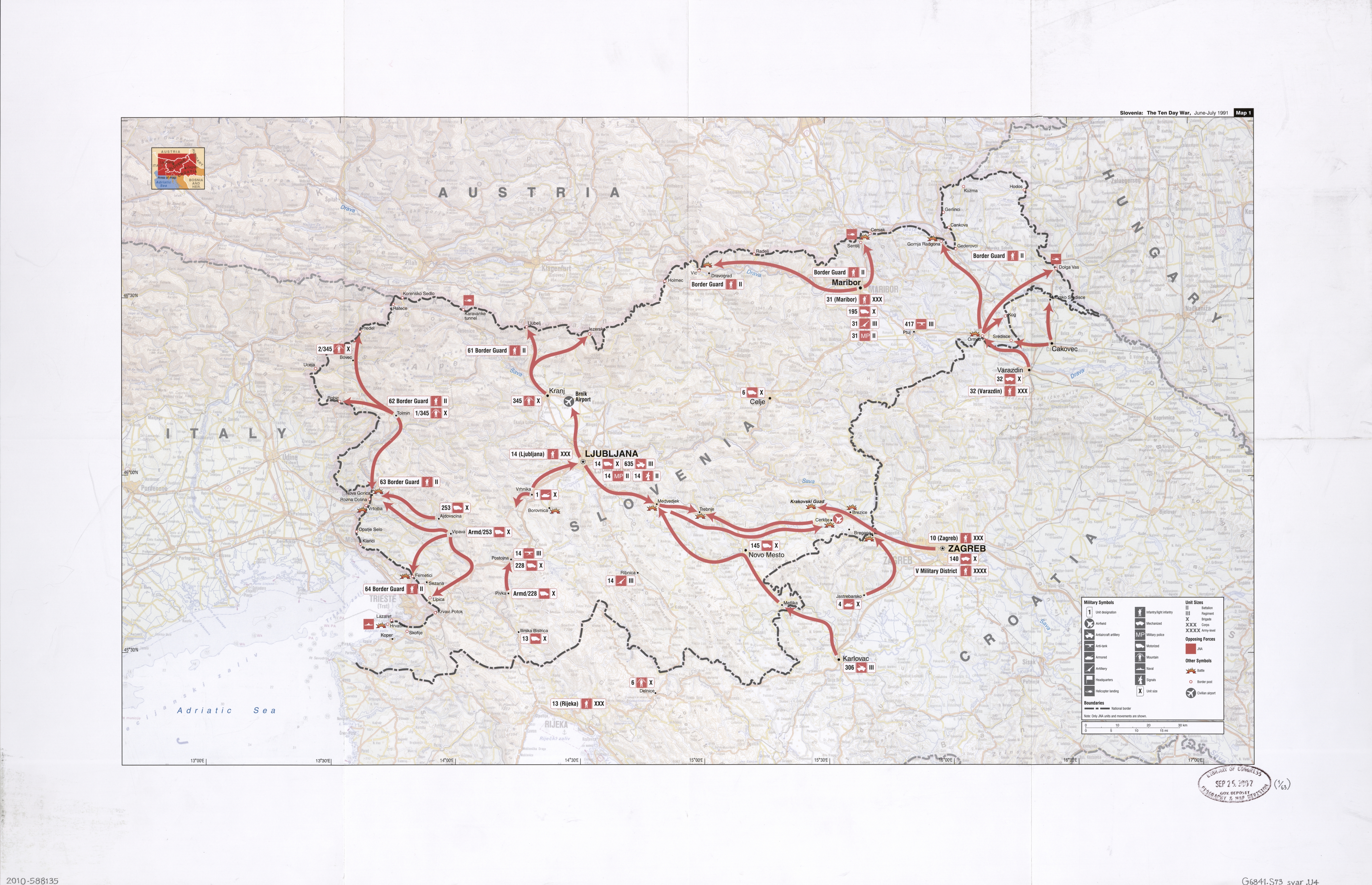
Carte des manœuvres de la JNA durant la guerre des Dix Jours.

Finalement, la Slovénie déclara officiellement son indépendance le 25 juin 1991, alors qu'elle avait annoncé qu'elle le ferait le lendemain ; cette anticipation avait comme but de prendre au dépourvu le pouvoir central. Le même jour, la république de Croatie faisait de même. Ce stratagème jouait un rôle important dans le plan slovène pour obtenir un avantage stratégique au début du conflit. En effet, le gouvernement slovène prévoyait que Belgrade répondrait avec force après la déclaration du 26 juin. De fait, Belgrade fut ainsi pris au dépourvu, ce qui permit aux Slovènes de mieux préparer leurs positions.
Les dirigeants yougoslaves étaient bien évidemment opposés à l'indépendance slovène mais il existait des dissensions au plus haut niveau du pouvoir fédéral quant à la manière de répliquer. Le colonel général de la JNA, Blagoje Adžić, envisageait une vaste opération militaire visant à renverser le gouvernement slovène et à le remplacer par un pouvoir ami. Son supérieur politique, le ministre yougoslave de la défense, Veljko Kadijević, insista pour une réaction moins violente, c'est-à-dire une démonstration de force de l'armée dans le but de faire peur au gouvernement slovène et de le forcer à reculer. Cette solution plus douce fut après débats préférée à la méthode forte. On ne connaît pas très bien le rôle des membres civils du gouvernement dans la prise de décision d'attaquer la Slovénie. Ante Marković, le président du Conseil exécutif fédéral yougoslave (l'équivalent du Premier ministre), déclara plus tard que le gouvernement n'avait pas été informé des actions militaires envisagées.

### 26 au 30 juin 1991
Dès le 25 juin, le gouvernement slovène avait pris possession des postes frontières situés à la limite de l'ancienne république socialiste, ainsi que de l'aéroport de Brnik, situé juste au nord de la toute nouvelle capitale Ljubljana. Le personnel des postes frontières était en majorité slovène et il suffit de changer leurs uniformes. Tout cela se fit sans combat. Ces positions défensives permettaient de se prémunir des attaques de la JNA mais elles avaient aussi pour but de pousser les forces de la JNA à attaquer les premières, avec comme but de leur donner un rôle d'agresseur aux yeux de l'opinion internationale.
Le 26 juin, des unités du 13e corps de la JNA quittèrent leurs casernes de Rijeka (ville aujourd'hui située en Croatie) en direction de la Slovénie pour prendre position à proximité de la frontière Italienne. Cette avancée provoqua une forte réaction de la part des Slovènes de la région qui organisèrent des barricades et des manifestations face à la JNA. Il n'y eut au départ aucun combat, chaque camp ayant comme politique de ne pas ouvrir le feu le premier.
Dès le début du 27 juin, d'autres unités yougoslaves se mirent en route. Une colonne de tanks et de véhicules blindés de transport de troupes de la première brigade blindée de la JNA quitta la base de Vrhnika, située en Slovénie non loin de Ljubljana, et firent route en direction de l'aéroport de Brnik. Quelques heures plus tard, la JNA prit le contrôle de l'aéroport. De fait, en tant que force fédérale, la JNA disposait de bases militaires sur tout le territoire yougoslave, y compris en Slovénie. Des unités basées à Maribor, la seconde ville de Slovénie, se dirigèrent vers Šentilj et Dravograd. L'aviation yougoslave larguait par voie aérienne des tracts invitant les Slovènes à la paix et à la coopération, indiquant également que toute résistance serait écrasée.
Le commandement slovène fut informé des mouvements des forces fédérales. Le commandement du cinquième district militaire, qui englobait la Slovénie, était en contact téléphonique avec le président slovène Milan Kučan. Le message disait que la mission des troupes de la JNA était uniquement de reprendre les postes frontières et l'aéroport de Brnik. Une réunion des Slovènes fut organisée et il fut rapidement décidé de résister par les armes.
Le gouvernement slovène fut averti que la JNA envoyait par hélicoptères des troupes spéciales aux points stratégiques. En réponse, le gouvernement rétorqua au commandement du cinquième district basé à Zagreb que le vol des hélicoptères au-dessus du territoire slovène devait cesser, sinon ces appareils seraient abattus. L'avertissement ne fut pas pris en compte par les dirigeants yougoslaves qui pensaient encore que les Slovènes préféreraient reculer plutôt que d'aller jusqu'à la confrontation totale. L'après-midi du 27, les forces slovènes abattirent deux hélicoptères yougoslaves au-dessus de Ljubljana. Les équipages, dont un pilote slovène, furent tués. Les Slovènes prirent également position autour de différentes bases de l'armée de Yougoslavie et lancèrent des attaques à travers toute la Slovénie. À Brnik, une unité slovène attaqua les troupes yougoslaves qui tenaient l'aéroport et à Trzin une escarmouche causa la mort de quatre soldats de l'armée yougoslave et d'un soldat slovène. Le reste des troupes yougoslaves impliquées se rendit. Une colonne de tanks de la JNA fut attaquée à Pesnica, Ormož et Koseze. Une autre colonne de la 32e brigade mécanisée de la JNA fut arrêtée à Ormož.
Malgré les combats et la confusion, la JNA parvint à remplir la plupart de ses missions. À minuit, tous les postes frontières vers l'Italie étaient sous son contrôle. Il n'en restait que trois à la frontière autrichienne et quelques-uns entre la Slovénie et la Croatie, restés sous contrôle slovène. Néanmoins, les positions de ces troupes étaient toujours vulnérables partout en Slovénie.
Dans la nuit du 27 au 28 juin, les forces slovènes reçurent l'ordre de lancer une offensive générale contre la JNA. Partout où les unités slovènes disposaient d'un avantage tactique, elles devaient attaquer les unités et les installations fédérales. Les unités avaient reçu comme consigne de proposer d'abord aux forces fédérales de se rendre, en leur laissant un temps de réflexion de courte durée. Durant les actions entreprises, tout devait être mis en place pour évacuer et protéger les civils.
D'autres combats se poursuivirent durant la journée du 28. La colonne de chars de la JNA qui avait été attaquée à Pesnica la veille fut bloquée par des barricades de camions slovènes au niveau de Štrihovec (en), à quelques kilomètres de la frontière autrichienne. La colonne fut à nouveau attaquée par les Slovènes. La force aérienne yougoslave appuya ses troupes au sol en causant la mort de quatre camionneurs. Au niveau de Medvedjek (en) dans le centre de la Slovénie, une autre colonne de blindés fut également attaquée près d'une barricade de camions et des attaques aériennes causèrent la mort de six autres camionneurs. Des combats importants furent engagés dans la ville de Nova Gorica, à la frontière italienne, où les forces spéciales slovènes détruisirent trois tanks de la JNA, tout en en capturant trois autres. Quatre soldats de la JNA furent tués et environ cent autres furent faits prisonniers.
Le poste frontière de Holmec (en) fut pris (en) par les forces slovènes et 91 soldats de la JNA furent capturés. Les cantonnements militaires de la JNA de Bukovje (en), près de Dravograd, furent attaqués et un dépôt d'armements de Borovnica fut enlevé aux fédéraux, ce qui permit aux forces slovènes d'améliorer leur approvisionnement en armes. Les forces aériennes yougoslaves, quant à elles, bombardèrent différentes cibles à travers le pays, dont l'aéroport de Brnik où deux journalistes autrichiens trouvèrent la mort. Quatre avions de la compagnie Adria Airways furent gravement endommagés. Le quartier général slovène de Kočevska Reka (en) et des postes de transmission de radios et de télévisions furent également attaqués à Krim, Kum, Trdinov vrh et Nanos en vue de gêner le pouvoir de communication du gouvernement slovène.
À la fin de la journée, la JNA tenait encore beaucoup de positions stratégiques mais perdait rapidement du terrain tout en étant confrontée à des désertions. En effet, les slovènes de la JNA fuyaient ses rangs pour rejoindre les forces slovènes.
L'emballement des confrontations en Slovénie fit redoubler les efforts de l'Europe en vue de trouver une solution diplomatique. Trois ministres des affaires étrangères de pays européens rencontrèrent ainsi à Zagreb des représentants slovènes et yougoslaves dans la nuit du 28 au 29 juin. Ils se mirent d'accord pour un cessez-le-feu mais celui-ci ne fut pas appliqué. Le matin du 29, les Slovènes reprirent totalement le contrôle de l'aéroport de Brnik. Au nord, des tanks de la JNA furent capturés près de Štrihovec puis utilisés par les Slovènes. Des troupes spéciales de la JNA tentèrent un débarquement maritime à Hrvatini (en) mais furent repoussées. Les postes frontières de Vrtojba et de Šentilj tombèrent également aux mains des Slovènes qui prirent possession des armes et des tanks yougoslaves.
La JNA lança un ultimatum demandant un arrêt total des hostilités à 9h00 le 30 juin. En réponse, le gouvernement slovène rejeta l'ultimatum, tout en appelant à une sortie de crise par la voie diplomatique sur le sujet de l'indépendance de la Slovénie.
Le 30 juin, des escarmouches eurent lieu tout au long de la journée à différents endroits. Les Slovènes s'emparèrent ainsi de l'important tunnel stratégique Karawanken qui relie l'Autriche à la Slovénie et capturèrent neuf autres tanks à Nova Gorica. La garnison de la JNA de Dravograd, composées de 400 hommes et de 16 officiers, se rendit, tout comme celles de Tolmin et Bovec. Chacune de ces victoires permettait aux Slovènes d'améliorer leur équipement.

### 1erau 7 juillet 1991
La base de la JNA à Nova Vas, au sud de Ljubljana, fut prise le 1er juillet. À Črni Vrh (en), le stock de munitions de la JNA prit feu et fut détruit dans une explosion qui détruisit en même temps une bonne partie de la localité. D'autres dépôts à Pečovnik (en), Bukovžlak (en) et Zaloška Gorica (en) permirent aux Slovènes de mettre la main sur 70 camions de munitions.
La colonne du 306e régiment d'artillerie légère anti-aérienne de la JNA se retira de la localité de Medvedjek où elle était mal protégée pour se positionner dans la forêt de Krakovski (Krakovski gozd) près de la frontière croate. La colonne fut stoppée près de la ville de Krško et encerclée par les troupes slovènes. Le régiment, qui espérait des renforts extérieurs, refusa de se rendre.
Entre-temps, le pouvoir central yougoslave dut admettre que sa tactique de reconquête en douceur était un échec et qu'il fallait à présent lancer une attaque de grande ampleur. Mais le cabinet yougoslave, dirigé par le serbe Borisav Jović, refusa d'autoriser de telles actions. Cette décision eut pour conséquence de provoquer la colère du chef de la JNA, le général Blagoje Adzić. Celui-ci dénonça le pouvoir fédéral qui demandait des négociations alors que ses hommes se faisaient attaquer par les forces slovènes.
Le 2 juillet connut les combats les plus intenses de la guerre et le bilan en fut désastreux pour la JNA. Dans la forêt de Krakovski, les troupes fédérales furent attaquées et contraintes de se rendre. Les unités du Quatrième corps blindé tentèrent de passer la frontière croate mais furent repoussées dans la localité frontière de Bregana (en). De nombreux soldats furent faits prisonniers à différents autres endroits et d'autres bases de la JNA furent prises par les Slovènes. À 21 h 0, un cessez-le-feu unilatéral fut annoncé par le président slovène mais il fut rejeté par le commandement de la JNA, qui gardait comme objectif d'écraser toute résistance slovène.
Le 3 juillet, un important convoi de blindés de la JNA quitta Belgrade en direction de la Slovénie. Il n'arriva jamais à destination, officiellement à cause de problèmes mécaniques. Certains experts pensent que ces forces avaient en fait été envoyées pour gérer le potentiel futur conflit croate. Dans la soirée, la JNA finit par accepter le cessez-le-feu et renvoya ses troupes dans leurs casernes.
Du 4 au 6 juillet, les forces slovènes reprirent le contrôle des postes frontières abandonnés par la JNA qui avait rejoint ses bases et les troupes fédérales reçurent l'ordre de se replier pacifiquement vers la Croatie.
Le 7 juillet, la guerre fut officiellement terminée par les accords de Brioni, signés sur les îles croates de Brioni. Les termes de l'accord étaient assez favorables aux Slovènes. Un moratoire de trois mois sur l'indépendance de la Slovénie fut accordé bien que cela n'eût que peu d'effet dans la réalité puisque le gouvernement slovène œuvra à la création des institutions qui manquaient encore pour faire fonctionner le futur nouvel État. La souveraineté de la police et de l'armée slovènes fut reconnue sur le territoire de la Slovénie. Toutes les unités militaires yougoslaves devaient quitter la Slovénie avant la fin d'octobre 1991. La JNA devait en outre abandonner derrière elle la plupart de ses armes lourdes. Ces armes restèrent en Slovénie ou furent plus tard revendues aux autres républiques de Yougoslavie. Dans les faits, le retrait se termina totalement le 26 octobre.

## Pertes
En raison de la faible intensité et de la courte durée des combats, les pertes furent assez réduites en comparaison avec d'autres conflits. Selon les estimations slovènes, 44 soldats de la JNA perdirent la vie et 146 autres furent blessés. Les Slovènes, quant à eux, perdirent 18 soldats et eurent 182 blessés. Douze étrangers furent tués durant le conflit, principalement des journalistes et des routiers bulgares. 4 692 soldats de la JNA et 252 policiers fédéraux furent faits prisonniers. Selon un rapport de la JNA[réf. nécessaire], celle-ci aurait perdu 31 tanks, 22 véhicules de transport blindés, 6 hélicoptères, 6 787 armes d'infanterie, 87 pièces d'artillerie et 124 canons anti-aériens aussi bien par destruction que par confiscation durant les combats. Les dégâts dans les installations restèrent également modérés.

## Incident d'Holmec et soupçons de crimes de guerre
On pensa un moment que le poste frontière d'Holmec fut le théâtre de crimes de guerre perpétrés par les forces slovènes. Ces crimes auraient été filmés par une équipe de la télévision autrichienne ORF. La vidéo montre un petit groupe de soldats de la JNA les mains levées, tenant un linge blanc en signe de reddition. Quelques instants plus tard, on entend des coups de feu et on voit ces soldats tomber à terre ou se jeter sur le sol. Ni l'origine des coups de feu ni leurs conséquences ne sont visibles. Les autorités slovènes affirmèrent que les soldats s'étaient simplement jetés à terre, sans être touchés. Une enquête effectuée par la suite confirmait cette déclaration. Cependant, l'incident fit à nouveau l'actualité en 2006, lorsque l'extrait fut diffusé par la chaîne de télévision serbe B92. Beaucoup pensèrent que les soldats avaient été abattus et que les Slovènes tentaient de dissimuler la vérité,,. En réalité, les soldats de la JNA figurant sur la bande vidéo ont été identifiés et ils étaient toujours en vie quinze ans plus tard.

## Aspects stratégiques de la guerre
Les actions entreprises par les forces slovènes furent en général guidées par la stratégie militaire élaborée les mois précédant le conflit. L'aspect médiatique de la guerre, également, avait été prémédité bien avant le début des combats. Ainsi, un centre réservé pour les médias internationaux avait été prévu et le ministre de l'information slovène, Jelko Kacin (en), était désigné pour communiquer les informations. Le gouvernement slovène désirait donner une image de la guerre rappelant la lutte de « David contre Goliath », c'est-à-dire, cette fois, une lutte entre une petite république démocratique émergente contre un grand État autoritaire communiste. Il s'agissait de gagner la sympathie internationale et de favoriser ainsi une importante couverture médiatique favorable à la cause slovène.
Le moral des Slovènes, qui se battaient pour leur indépendance, était meilleur que celui des troupes yougoslaves qui, au départ, pensaient à un exercice d'entraînement ; elles découvrirent sur le terrain et face aux attaques slovènes qu'il en était tout autrement. Alors que la hiérarchie fédérale était dominée par une élite serbe et monténégrine pro-yougoslave, les simples soldats ne trouvaient pas d'intérêt à combattre les Slovènes. Le 5e district militaire de la JNA, qui couvrait la Slovénie, était composée de 30 % d'Albanais, de 20 % de Croates, d'environ 20 % de Serbes et de Monténégrins, de 10 % de Bosniaques et de 8 % de Slovènes.
La stratégie slovène était toutefois très risquée car la Slovénie n'aurait en effet pas pu résister longtemps à la JNA si celle-ci avait employé une méthode plus agressive pour rétablir l'ordre. Le pari que la JNA n'oserait pas attaquer en force pour ne pas causer trop de pertes civiles fut pourtant gagné. Les Slovènes avaient aussi parié que la communauté internationale serait rapidement intervenue pour trouver une issue diplomatique à la crise. Ils savaient également que le chef des Serbes, Slobodan Milošević, était peu intéressé par la Slovénie car la minorité serbe y était très réduite. Borisav Jović refusa ainsi toute action militaire d'envergure vis-à-vis de la jeune république, contrairement à ce que souhaitait le commandement militaire de la JNA. À cette époque déjà, la Serbie était davantage concernée par la situation en Croatie, où une communauté serbe plus importante était établie. La Guerre d'Indépendance de la Croatie fut une suite logique à celle de la Slovénie.

## Conséquences
Au terme de la guerre, la Slovénie obtint sa scission avec la Yougoslavie. Elle fut reconnue comme un pays à part entière par tous les pays de la communauté européenne le 15 janvier 1992 et elle put rejoindre l'Organisation des Nations unies dès le 22 mai 1992. Son économie déjà développée, son éloignement par rapport aux zones instables de Serbie et sa proximité avec d'anciens pays européens comme l'Autriche et l'Italie permirent au pays de rejoindre l'Union européenne dès le 1er mai 2004 et la zone euro dès 2007.
La JNA perdit rapidement la composante slovène de ses troupes, puis les Croates la quittèrent à leur tour. L'armée fédérale fut alors essentiellement composée de Serbes et de Monténégrins. Ses piètres performances en Slovénie puis en Croatie discréditèrent son commandement. Kadijević démissionna de son poste de ministre de la Défense en 1992 et Adžić se retira pour raisons médicales. Le concept initial de la Yougoslavie, un État unitaire slave, tombait en désuétude et le nouveau concept apporté par Milosevic se cristallisa alors autour de l'idée : « Tous les Serbes dans un seul État », ce qui revint en fait à l'idée d'une « Grande Serbie ».
La Croatie ne fut pas impliquée dans les combats durant la guerre bien qu'elle ait déclaré son indépendance le même jour que la Slovénie, le 25 juin 1991. La Croatie se vit elle aussi imposer un moratoire sur son indépendance lors du traité de Brioni, ce qui ne fit que retarder son indépendance officielle.